# Newlands Stadium
Pour les articles homonymes, voir Newlands.
Le Newlands Stadium se trouve au Cap, en Afrique du Sud.
C’est la fédération de rugby locale, la Western Province Rugby and Football Union qui décida de sa construction en 1888. Le stade, plusieurs fois rénové, peut contenir 50 900 spectateurs, tous assis.

## Histoire
Le premier match officiel qui s’y déroula vit la victoire de Stellenbosch contre les Villagers devant environ 2 400 spectateurs, le 31 mai 1890. L’année suivante, il accueillit le premier d’une longue série de test matchs entre les Springboks et les Lions britanniques.
Les premières tribunes en ciment datent de 1919 et la grande tribune de 1927. Cette même année, le sens du terrain fut changé pour adopter un axe nord-sud.
Dans les années 1950, de nouvelles rénovations et améliorations eurent lieu (ascenseurs, agrandissement de la tribune principale, tribune présidentielle…).
Dans les années 1970, la fédération sud-africaine de rugby, la South African Rugby Union y prit ses quartiers. Les années 80 virent l’apparition des premières loges et de salles de réception pour les banquets d’après-match, l’inauguration de la tribune Danie Craven et l’augmentation de plus de 10 000 places de la capacité du stade.
Au début des années 1990, le stade fut modernisé et agrandi dans la perspective de la coupe du monde de rugby 1995, dont il accueillit le match d’ouverture.
Le nom du stade a changé au fil du temps et des sponsors. En 1996, il est devenu le Norwich Park Newlands, puis le Fedsure Park Newlands en 2000, avant d’être rebaptisé Newlands en 2002, le nouveau sponsor, Investec, préférant conserver le nom historique. (Vodacom fit de même fin 2005.)
Plusieurs clubs utilisent Newlands pour leurs matches à domicile :
- Rugby à XV : Stormers (Super 15), Western Province (Currie Cup)

- Football : Ajax Cape Town FC (Premier Soccer League)

Le stade n'accueille pas la Coupe du monde de football 2010 : la FIFA a offert à la ville du Cap la possibilité de construire un stade international, Green Point, qui accueille divers événements après la coupe du monde, et doit devenir le domicile des équipes professionnelles de football de la ville, Santos et Ajax Cape Town.

## Galerie

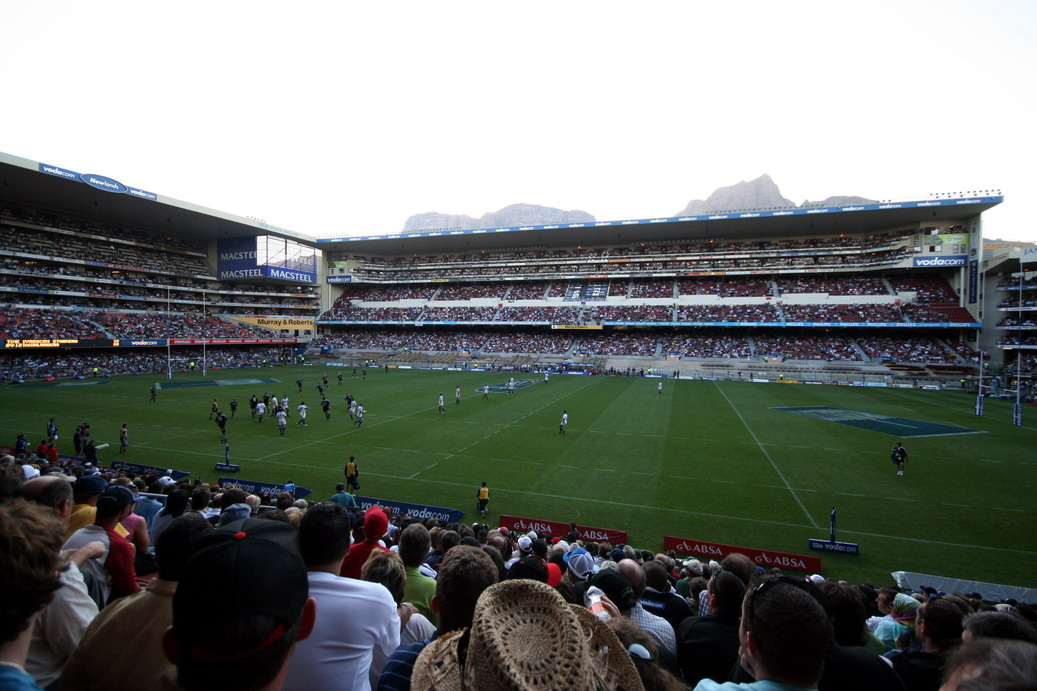
rencontre des Stormers
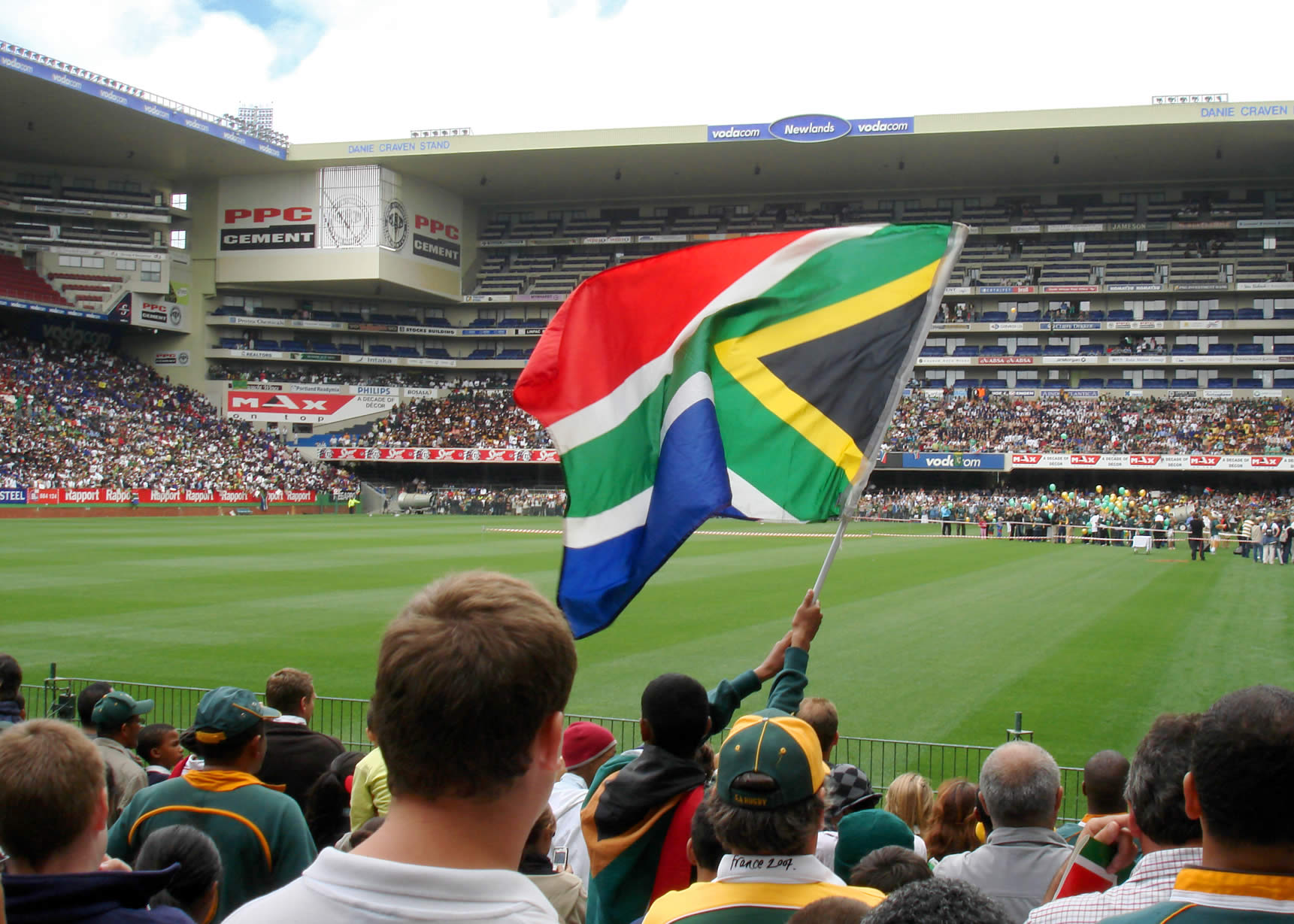
supporters